# Bagarmossen (metropolitana di Stoccolma)
Bagarmossen è una stazione della metropolitana di Stoccolma.
Geograficamente situata all'interno della circoscrizione di Skarpnäck, la fermata è posizionata sul percorso della linea verde T17 della rete metroviaria locale tra la stazione di Kärrtorp e il capolinea di Skarpnäck.
Aprì ufficialmente il 17 aprile 1958, stesso giorno in cui divenne operativo l'intero tratto fra Skärmarbrink e la stessa Bagarmossen. In principio la stazione si trovava in superficie: tuttavia nel 1994 la vecchia stazione è stata abbandonata per far posto alla nuova, costruita ad una profondità di 19 metri sotto il livello del suolo. La sua riapertura, avvenuta il 15 agosto 1994, è coincisa con la contemporanea inaugurazione della fermata di Skarpnäck: fino a quel momento, Bagarmossen era un capolinea della tratta.
Il progetto per la sua costruzione venne affidato agli architetti Per H. Reimers e Hans Hvass, mentre l'artista Gert Marcus ha decorato gli interni con 228 pannelli di vetro illuminato.
L'utilizzo medio quotidiano durante un normale giorno feriale è pari a 6.200 persone circa.

## Tempi di percorrenza
| Linea | Capolinea | Tempo  | Stazione                                                 | Tempo                            |
| T17   | Åkeshov   | 38 min | Skärmarbrink Gullmarsplan Slussen Gamla stan T-Centralen | 7 min 9 min 13 min 14 min 18 min |
| T17   | Skarpnäck | 2 min  | Skärmarbrink Gullmarsplan Slussen Gamla stan T-Centralen | 7 min 9 min 13 min 14 min 18 min |